# Bathygnathia magnifica
Bathygnathia magnifica là một loài chân đều trong họ Gnathiidae. Loài này được Moreira miêu tả khoa học năm 1977.